# Kĩ thuật y khoa
Một kĩ thuật y khoa hay phương pháp y khoa, thủ thuật y khoa là một quy trình nhằm tạo ra một kết quả nhất định trong quá trình chăm sóc sức khỏe.
Một kĩ thuật y khoa với mục đích xác định, đo lường hoặc chẩn đoán tình trạng hoặc thông số của bệnh nhân thuộc nhóm phương pháp chẩn đoán, có thể là một nghiệm pháp (lâm sàng), một xét nghiệm (cận lâm sàng) hoặc một thủ thuật như nội soi phế quản hay nội soi đường tiêu hóa. Các kĩ thuật y khoa khác thuộc nhóm kĩ thuật điều trị hoặc phương pháp can thiệp (tức là nhằm mục đích điều trị, chữa bệnh, hoặc khôi phục chức năng hoặc cấu trúc), chẳng hạn như các kĩ thuật và liệu trình phục hồi chức năng và ngoại khoa.

## Định nghĩa
- "Một hoạt động hướng vào hoặc thực hiện trên một cá nhân với đối tượng cải thiện sức khỏe, điều trị bệnh hoặc chấn thương hoặc chẩn đoán."[1]
- "Hành động hoặc tiến hành chẩn đoán, điều trị hoặc phẫu thuật".[2]
- "Một loạt các bước mà một kết quả mong muốn được thực hiện."[3]
- "Trình tự các bước cần tuân thủ trong việc thiết lập một số quá trình hành động."[4]